# Dichterswijk
De Dichterswijk is een buurt in de wijk Zuidwest van de stad Utrecht. De buurt ligt rond de Croeselaan, en wordt begrensd door de Graadt van Roggenweg, Vondellaan/Balijelaan, Kruisvaart en het Merwedekanaal. Met de bouw van de Dichterswijk is in de jaren 20 van de 19e eeuw begonnen. Het later gebouwde Dichterswijk-West wordt ook wel Parkhaven genoemd. Architectonisch is de wijk zeer divers. De buurt ligt nabij belangrijke transportknooppunten meteen ten westen van de spoorlijnen bij station Utrecht Centraal.

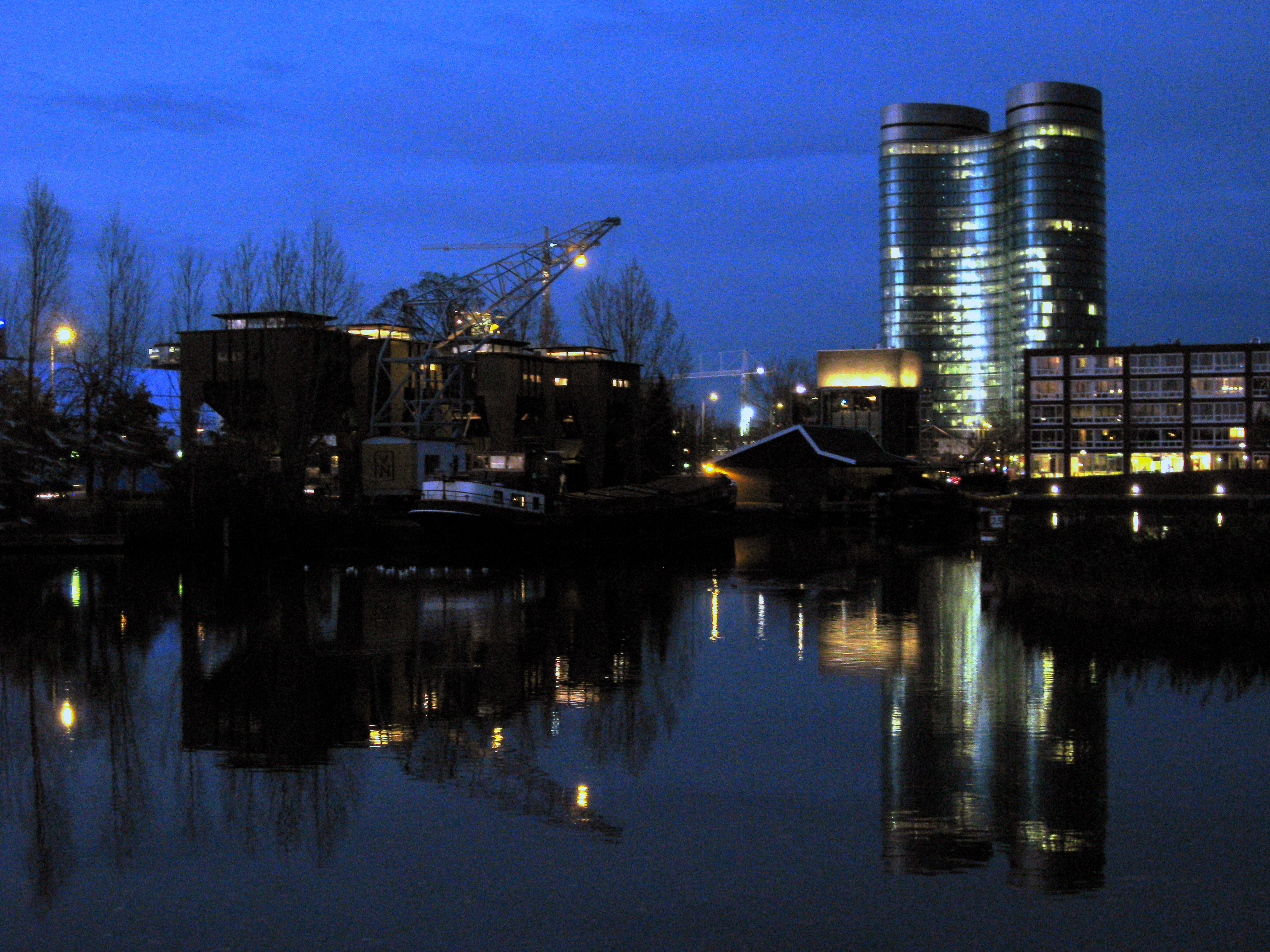
Parkhaven met op de achtergrond de Rabotoren

Dichterswijk · Kanaleneiland · Rivierenwijk · Transwijk · Westraven